# Amour et Journalisme

Amour et Journalisme (Kärlek och journalistik) est un film suédois réalisé par Mauritz Stiller, sorti en 1916.

## Synopsis
Eric Bloomé, un célèbre explorateur célibataire rentre chez lui et refuse de se laisser interviewer. Une jeune journaliste se fait engager comme employée de maison chez la mère d'Eric ...

## Fiche technique
- Titre : Amour et Journalisme
- Titre original : Kärlek och journalistik
- Réalisation : Mauritz Stiller
- Scénario : Harriet Bloch
- Photographie : Gustaf Boge
- Société de production : Svenska Biografteatern
- Pays :  Suède
- Genre : Comédie romantique
- Durée : 40 minutes
- Dates de sortie : 
  -  Suède : 14 août 1916

## Distribution
- Richard Lund
- Jenny Tschernichin-Larsson
- Karin Molander
- Stina Berg
- Gucken Cederborg : Rosika Amunds, une journaliste